# سیارک ۸۹۲۷
سیارک ۸۹۲۷ (به انگلیسی: 8927 Ryojiro، نامگذاری:1996YT) هشت هزار و نهصد و بیست و هفتمین سیارک کشف شده‌است که در ۲۰ دسامبر ۱۹۹۶ کشف شد.